# Live i Rättviks kyrka
Live i Rättviks kyrka är ett livealbum av Carola Häggkvist & Per-Erik Hallin, släppt 1987 och inspelat i Rättviks kyrka. Ett TV-program gjordes också vid det aktuella tillfället. Ljudtekniker var Lars Hedh.

## Låtlista
1. Vilken värld det ska bli
2. Put Your Hand in the Hand
3. Du vet väl om att du är värdefull
4. Mitt liv – min lovsång / Herren, herren är Gud
5. Det lilla ljus (This Little Light of Mine)
6. Min dikt gäller en konung, av Jonnie Slottheden
7. You've Got a Friend
8. Step by Step
9. Forgiven
10. Down by the Riverside
11. Vilken värld det ska bli
12. Amazing Grace / Jesus is the Answer / Jesus han är svaret

### Fotnoter
1. ↑  ”Svensk mediedatabas”. http://smdb.kb.se/catalog/id/001487296. Läst 2 juni 2011.